# Ocyptamus quadrilineatus
Ocyptamus quadrilineatus är en tvåvingeart som först beskrevs av Günther Enderlein 1938.  Ocyptamus quadrilineatus ingår i släktet Ocyptamus och familjen blomflugor.
Artens utbredningsområde är Colombia. Inga underarter finns listade i Catalogue of Life.